# Szentgyörgyi-patak
A Szentgyörgyi-patak a Mátrától északra ered, Borsodszentgyörgytől délnyugati irányban több kisebb vízfolyás összefolyásából. A patak forrásától kezdve előbb északkelet felé halad, majd Borsodszentgyörgy után kelet felé fordul és Arló belterületén a Hódos-patakba torkollik. 

## Lefolyása
A Borsodszentgyörgy környéki felszíni vízfolyások egyesüléséből létrejött Szentgyörgyi-patak északi-északkeleti irányú lefolyást biztosít a környék számára. Útja során előbb keresztülfolyik Borsodnádasd belterületén, majd Arló belterületén beletorkollik a Hódos-patakba. A patak útja során felfűzött településeken összesen több, mint 5 000 fő él.

## Partmenti települések
- Borsodszentgyörgy
- Arló